# Слово про будинок «Слово»
«Слово про будинок „Сло́во“» — книга спогадів Володимира Куліша, присвячена будинку «Слово» та його мешканцям, митцям Розстріляного відродження. Автор, син драматурга Миколи Куліша, юнаком мешкав у будинку «Слово» й описав у книзі приватне життя своїх сусідів на початку 1930-х років. Книга була написана в еміграції й видана в Канаді 1966 року.

## Історія

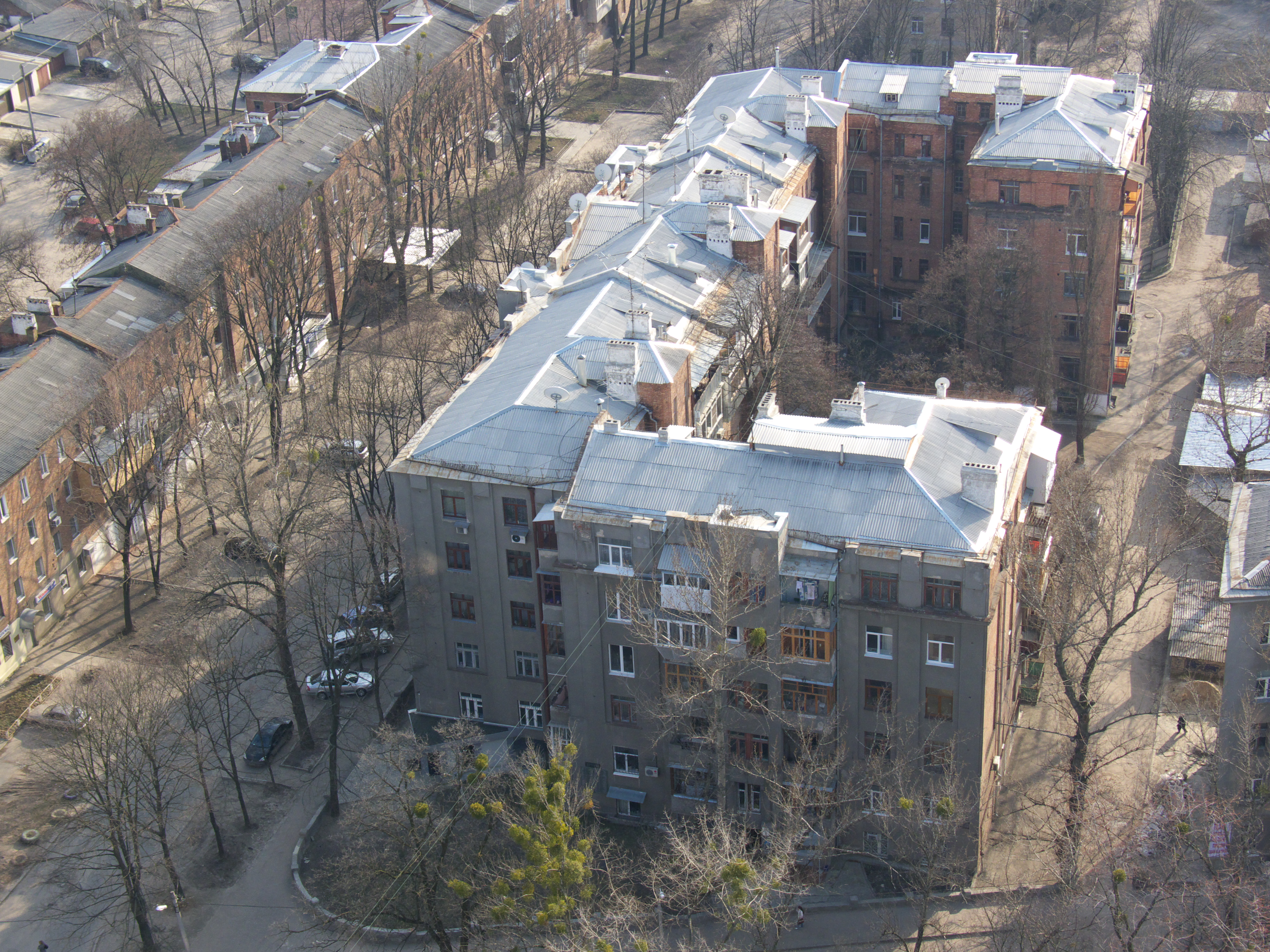
Вид на будинок «Слово», споруджений у формі літери «С»

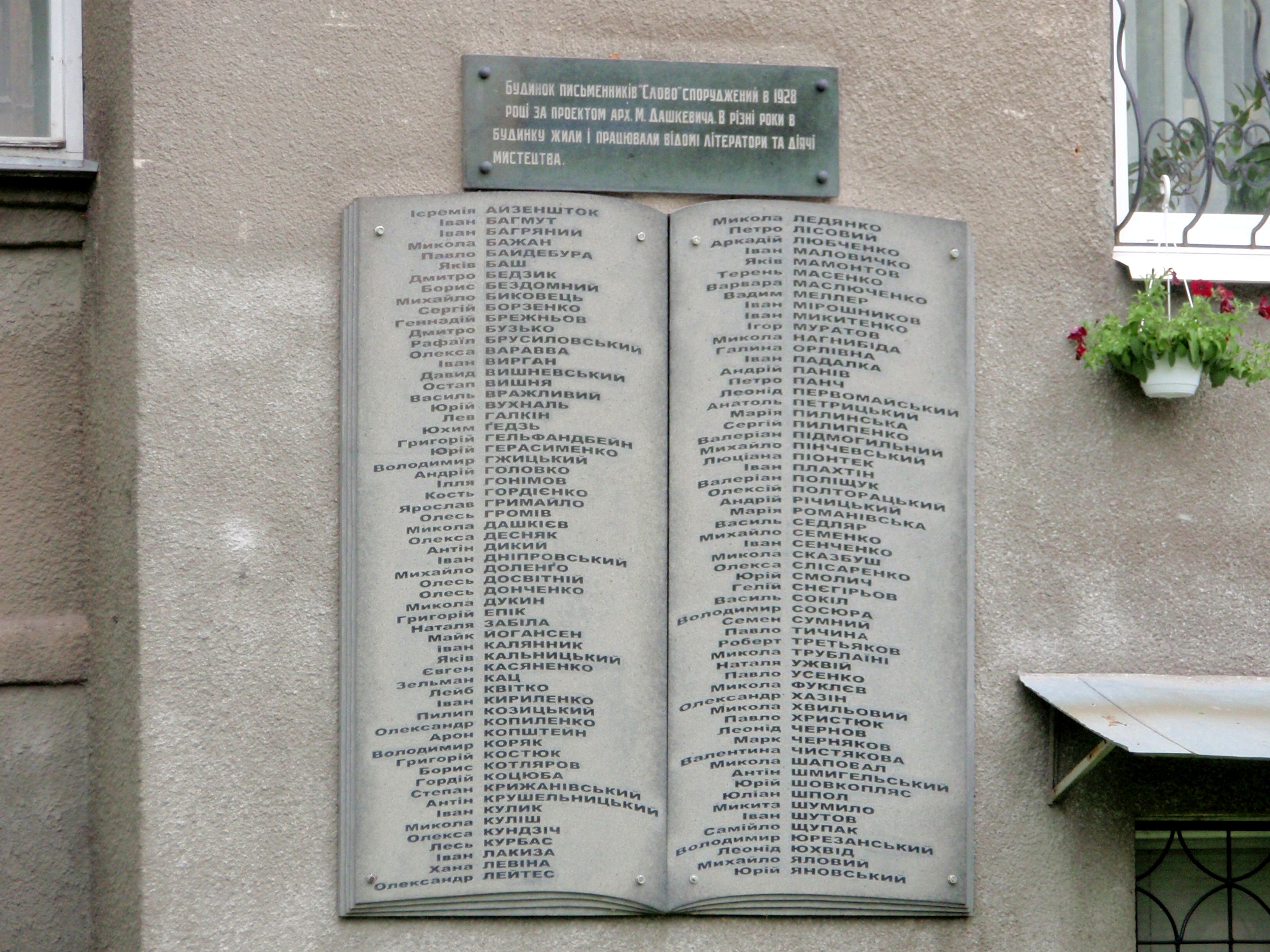
Меморіальна дошка, присвячена мешканцям будинку «Слово»

Книга була вперше видана в Торонто 1966 року. В Україні вперше офіційно опублікована журналом «Березіль» 1991 року.

## Зміст
Книга охоплює період від спорудження будинку «Слово» в кінці 1920-х років і його заселення в 1930 році до масових арештів його мешканців, які розпочалися 1933 року й тривали в наступні роки.
Книга починається з історії будівництва будинку «Слово» й опису його архітектурних і технічних особливостей. Далі автор проходиться всіма п'ятьма під'їздами будинку, згадуючи більшість мешканців. Найбільша увага приділена найяскравішим постатям будинку й найближчим друзям родини Кулешів — Миколі Хвильовому, Лесю Курбасу, Остапу Вишні. Окремими параграфами описані спогади автора про інших дітей, його сусідів-однолітків, а також про моди та про спорт, якими тоді захоплювались у будинку «Слово».
Книга написана за юнацькими спогадами автора, й автор прямо визнає в тексті неминучі неточності своїх спогадів. Також неодноразово у книзі згадано, як важко було дізнатись хоч якусь інформацію про долю репресованих друзів і навіть родичів. Наприклад, у списку мешканців будинку, який замикає книгу, Володимир Куліш позначає свого батька Миколу Куліша як просто «засланого», хоча насправді він був розстріляний майже за 30 років до видання книги.

## Відгуки
Науковці Л. В. Турчина й І. М. Спудка із Запорізького національного технічного університету у своїй статті пишуть, що книга читається «доволі легко, на одному диханні», й відзначають літературні навички автора.
Професорка кафедри української мови та літератури Чернігівського колегіуму Ольга Лілік так описує «Слово про будинок „Слово“»:
|  | Сторінки цієї книги сповнені, з одного боку, світлом і теплом, що пов'язані з дитинством, домашнім затишком, повсякденними радощами й клопотами, спілкуванням талановитих людей, які вірили, що будують нову українську культуру. Водночас у творі є передчуття неминучої катастрофи, оскільки чимало героїв книги за кілька років будуть репресовані, розстріляні або заслані до таборів |

## В культурі
- Книга стала одним із важливих джерел при підготовці подкасту «Будинок Слово» луцької журналістки Анастасії Передрій[4]
- За назвою книги була названа дискусія на «Книжковому арсеналі»[5] та інтелектуальна гра у Львівській муніципальній бібліотеці[6]